# Barrio de la Puente
Barrio de la Puente es una localidad de España perteneciente al
municipio de Murias de Paredes, provincia de León, comunidad autónoma de Castilla y León. Se encuentra en el Valle Gordo, al lado de uno de los afluentes principales del río Omaña al este de la sierra de Gistredo. Antiguamente formaba parte del concejo de Omaña.

## Toponimia

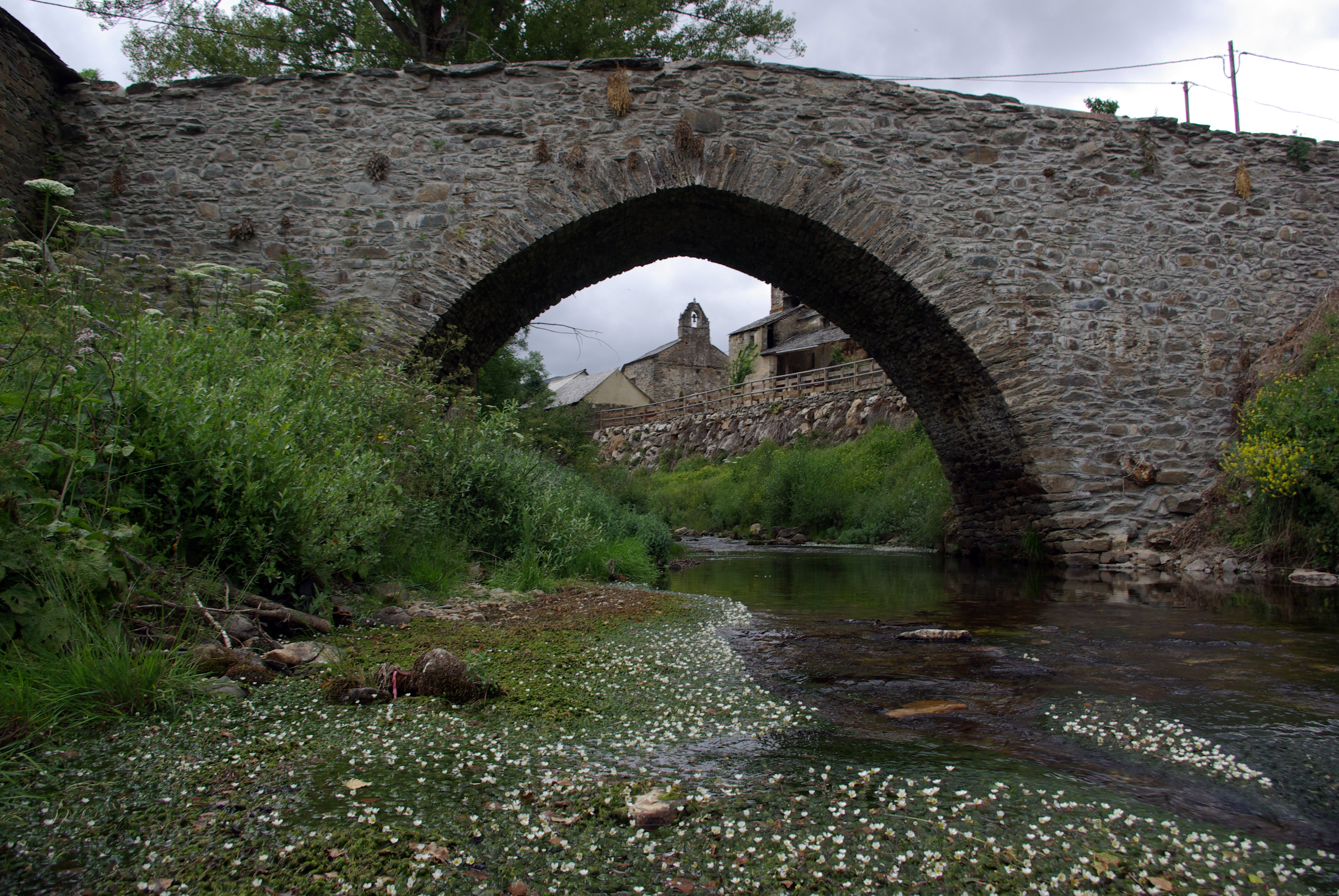
Puente sobre el Vallegordo

Se piensa que el nombre de la población proviene del puente romano de un arco que comunica las dos orillas del pueblo sobre el río Vallegordo.

## Geografía física
El pueblo está en el Valle Gordo, una antigua fractura hercínica orientada de noroeste a sudeste en los límites orientales de la sierra de Gistredo, y por donde fluye el río Vallegordo, un afluente
del río Omaña.

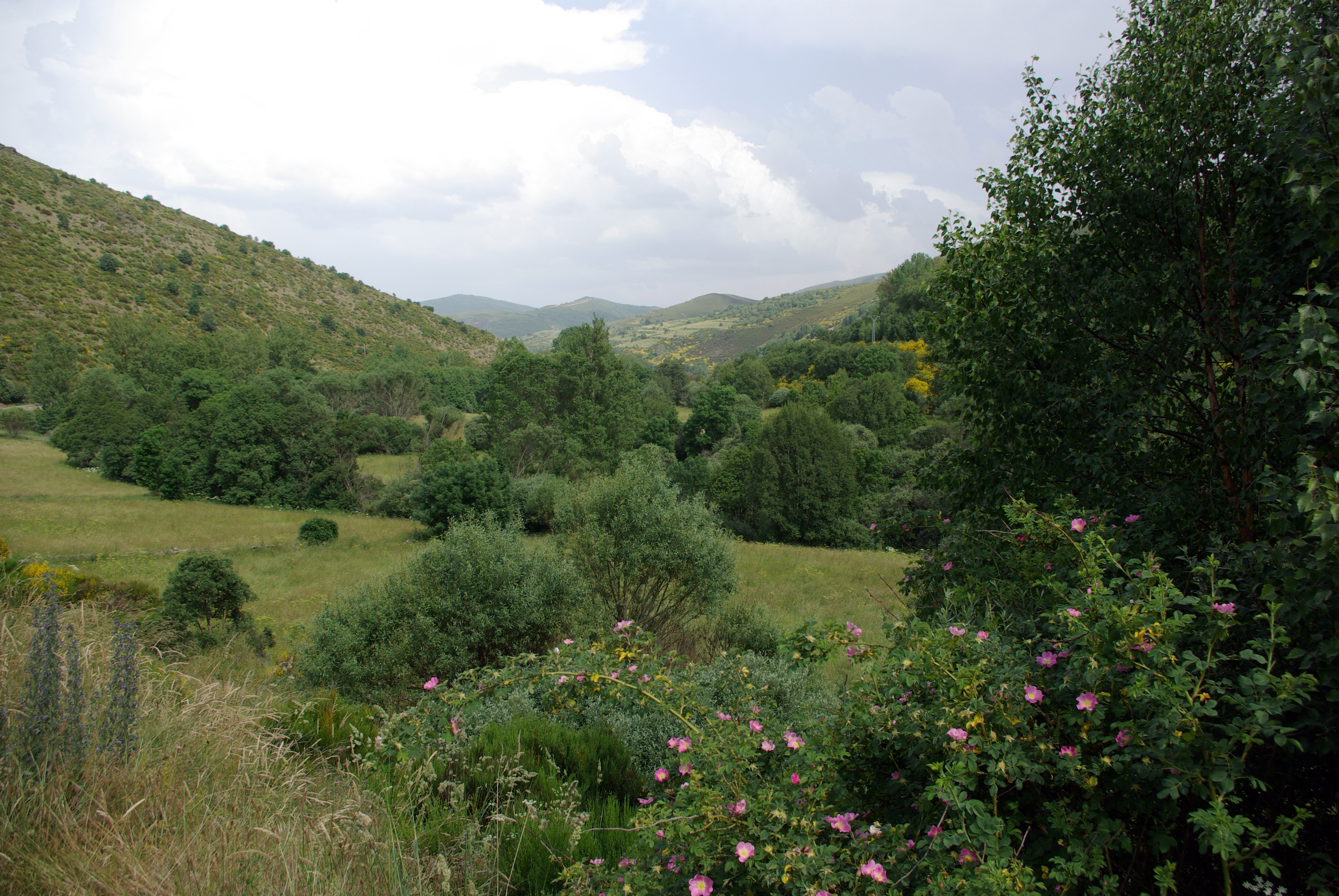
Vista del Valle Gordo desde Barrio de la Puente

La población se ubica a 1270 m s. n. m., rodeada de montes entre los 1400 y 1500 m s. n. m., como El Castrichón y la Cruz de la Sierra al Norte, Y El Cueto del Pinto, Peña la Lanza y El Cuerno al sur, dominados por el pico de El Suspirón a 1829 m. Las localidades más cercanas son Torrecillo y Posada de Omaña, a unos dos kilómetros
al Oeste, y Marzán, perteneciente al municipio de Riello a cuatro kilómetros al este.
Según la clasificación climática de Köppen, el municipio se encuadra en la variante Csb, es decir clima mediterráneo de veranos suaves, siendo la media del mes más cálido no superior a 22 °C pero superándose los 10 °C durante cinco o más meses, y caracterizado por temperaturas medias anuales por debajo de los 9 °C, precipitaciones cerca de los 1000 mm anuales, nevadas invernales y veranos secos.

## Naturaleza
Barrio de la Puente está dentro de las áreas designadas como Reserva de la Biosfera de los valles de Omaña y Luna, Lugar de Importancia Comunitaria (LIC) y Zona de Especial Protección para las Aves (ZEPA).
Entre las especies animales, son comunes el rebeco en las cotas más altas, la perdiz pardilla, la liebre de piornal, el lobo, corzo, y el jabalí. Barrio de la Puente es parte del territorio de dos importantes especies amenazadas: el oso pardo y el urogallo cantábrico.
En cuanto a la flora, a mayor altitud predominan los pastizales de
hierba rala debido a la dureza del clima y la pobreza de los suelos
silíceos. A menos altura, son comunes las escobas, urces, arandaneros y enebros rastreros, robles y, en terrenos húmedos y orientados al norte, los abedules.

## Historia
Aunque no se conocen los detalles de la historia antigua de la zona, el Valle Gordo contiene numerosos restos de explotaciones auríferas que datan de la ocupación romana. En las cercanías de Barrio de la Puente existía una mina de oro y aún se aprecian restos de canalizaciones por las que conducía el agua que servía para lavar el mineral desde los montes de Fasgar y Vegapujín.
Tras el cese de las operaciones mineras, no se tienen datos de la zona hasta la Edad Media. En el siglo XI, Barrio de la Puente se encontraba en una de las rutas del Viejo Camino de Santiago. Dicha ruta atravesaba el valle del Omaña, el Valle Gordo y descendía a El Bierzo desde el Campo de Santiago de Fasgar y cayó en desuso al cesar las razzias musulmanas y devenir más seguro el Camino Francés por León y Astorga. En el siglo XV la población, junto con los otros lugares del Concejo de Omaña, pasó a depender del Condado de Luna. El concejo pleiteó para librarse de las prestaciones al Condado, pero se vio obligado al pago de 145 maravedíes anuales hasta que las Cortes de Cádiz abolieron los señoríos jurisdiccionales.

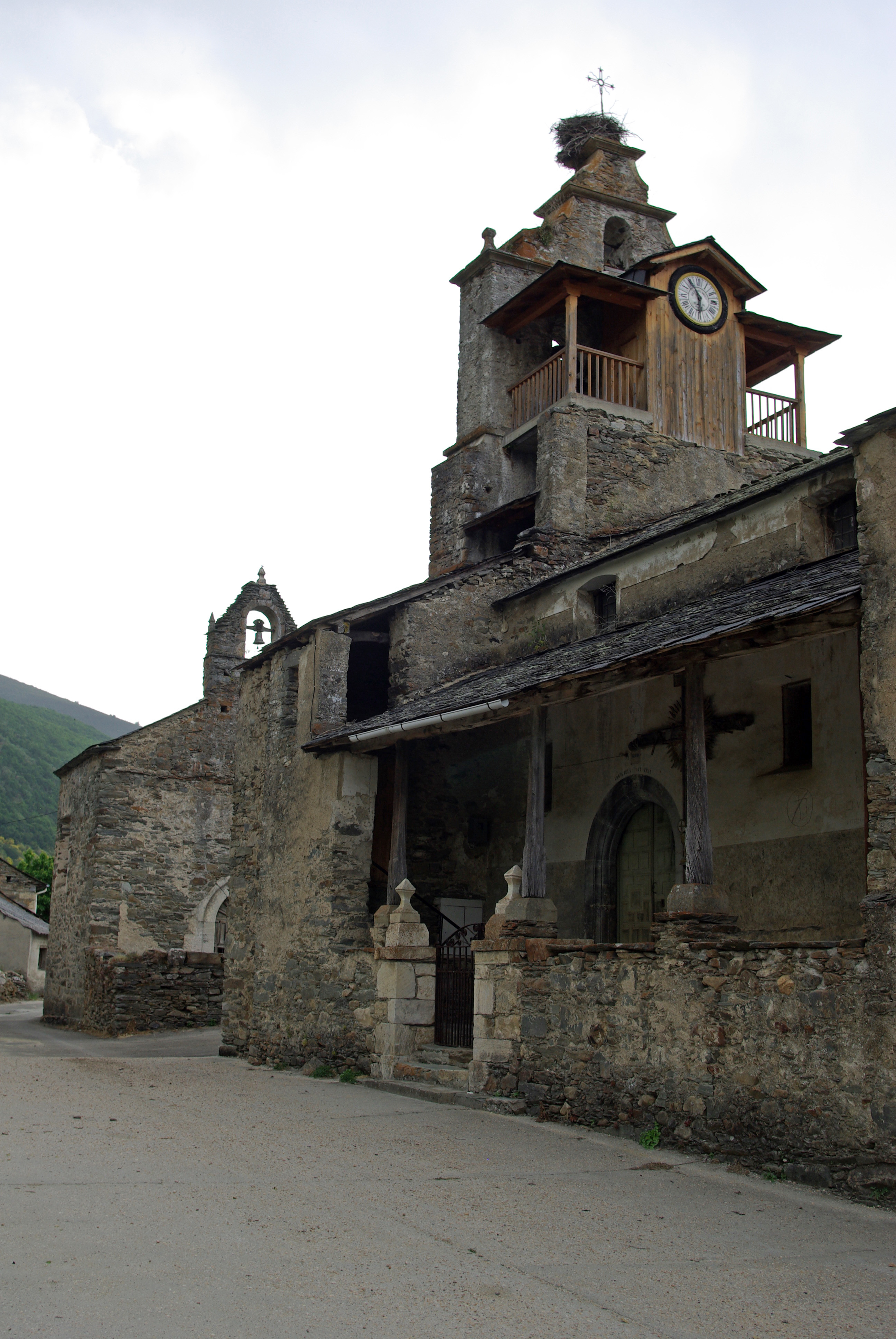
Iglesia parroquial de Santa María

En el siglo XIX, Barrio de la Puente pasó a formar parte del nuevo municipio de Murias de Paredes, perteneciente a la Capitanía General de Valladolid. Pascual Madoz en su Diccionario geográfico-estadístico-histórico de España y sus posesiones de Ultramar (1845-1850), menciona la iglesia parroquial de Santa María, servida por un cura de ingreso, el terreno de mediana calidad, mezcla de monte y llano. Cita el centeno, trigo, lino, patatas, legumbres y pastos, junto con el ganado y la harina producida en los molinos locales, como los principales productos de la población.
Durante el siglo XX, la historia de la localidad, junto al resto de la comarca de Omaña está marcada por su paulatina marginalización por la administración y el consiguiente abandono de sus habitantes. Este proceso se aceleró en la segunda mitad del mismo siglo, a partir de la implantación del Plan de Estabilización de 1959 que aumentó el contraste entre la marginación de los municipios de la comarca de Omaña y la creciente prosperidad de otras regiones españolas. La declaración como «Comarca de Acción Especial» en 1978 supuso una importante inversión en infraestructuras, que aunque tardía para revertir la pérdida de población, la mejora en las comunicaciones han incrementado las perspectivas de desarrollo en ámbitos como el turismo rural y la ganadería.

## Geografía humana
La población se encuentra en una situación de fondo de valle, caracterizada por una disposición lineal de las viviendas determinada por el relieve y la ubicación de los terrenos más fértiles cerca del Vallegordo. Se trata de un núcleo de pequeño tamaño, típico del hábitat semi-disperso común en la montaña de León.
Según el Instituto Nacional de Estadística de España, Barrio de la
Puente contaba con 33 habitantes en 2014, trece hombres y veinte mujeres. En el siglo XVIII, según los datos de Miñano el pueblo tenía 189 vecinos, y
el censo de Mourille en 1920 contabilizó 277 habitantes. La baja población es consecuencia de la emigración que se produjo durante el siglo XX y del consiguiente envejecimiento de la población.
| Gráfica de evolución demográfica de Barrio de la Puente entre 2000 y 2015                             |
| |
| Población según la relación de unidades poblacionales del Instituto Nacional de Estadística (España). |

## Organización político-administrativa
La localidad de Barrio de la Puente se regía desde la Edad Media por un concejo abierto de vecinos, que decidía sobre el aprovechamiento de sus recursos comunes y elaboraban ordenanzas para regular los derechos y prestaciones de los vecinos y plasmar los usos y costumbres del pueblo. Junto con otras poblaciones del Valle Gordo, el concejo de Barrio de la Puente estaba a su vez integrado en el concejo de Omaña. Aunque los concejos mayores desaparecieron en el siglo XIX para dar lugar a los municipios, las poblaciones constituyentes siguieron rigiéndosede facto por los concejos vecinales, hasta que estos adquirieron entidad jurídica en el siglo XX, como entidades de ámbito territorial inferior al municipio (EATIM), regidas por un alcalde pedáneo y junta vecinal. Las EATIM tienen como competencias la administración del su patrimonio histórico y forestal, construcción y reparación de
fuentes y abrevaderos, la policía de caminos rurales, montes, fuentes
y ríos y limpieza de las calles.

## Economía
Tradicionalmente, la actividad económica en Barrio de la Puente se ha centrado siempre en la agricultura y la ganadería, que emplean al mayor número de trabajadores en todo el término municipal. La ganadería constituía la mayor parte de los ingresos familiares y una gran parte de los terrenos aprovechables se dedican a los pastos. Antiguamente, los pastizales o brañas por encima de los 1700 o 1800 m se arrendaban a los rebaños trashumantes que se trasladaban en verano a la montaña leonesa desde Extremadura y La Mancha.
En lo que concierne la agricultura, tenían mucha importancia antaño el cultivo del centeno, trigo, además de las legumbres y patatas, dedicados principalmente al autoabastecimiento. Los intercambios comerciales se producían, a escala local, en el mercado de Murias de Paredes, y en los de Villablino, Riello, El Castillo y San Emiliano.

## Transporte y comunicaciones
Se accede a Barrio de la Puente tomando la carretera CV-128-2 desde LE-493 que, por el este, conecta con la autopista AP-66 y con las carreteras autonómicas CL-623 y CL-626 en la localidad de La Magdalena, y por el oeste llega a Villablino a través del puerto de la Magdalena. El aeropuerto más cercano es el de León, en la localidad de La Virgen del Camino, entre Valverde de la Virgen y San Andrés del Rabanedo, a unos 68 kilómetros de Barrio de la Puente.

## Patrimonio y cultura

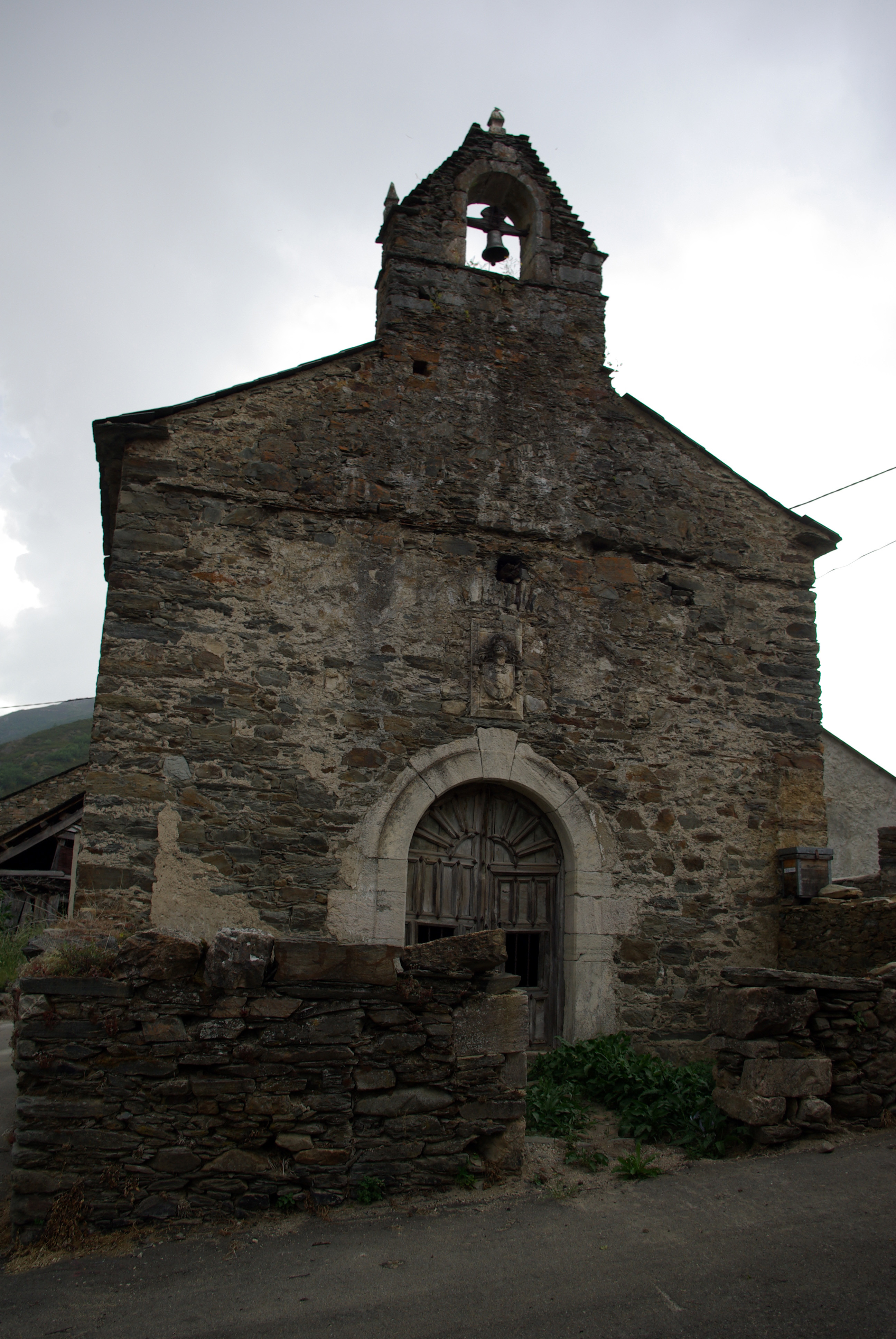
Ermita de Nuestro Padre Jesús Nazareno

Madoz en el siglo XIX ya menciona como construcciones destacadas el puente romano de factura medieval que presta su nombre a la población, la iglesia parroquial y tres ermitas. Entre estas, la más interesante es la ermita de Nuestro Padre Jesús Nazareno, fundada por el cura Juan Rubio Bardón en 1756 y que exhibe un blasón
en la fachada. La figura del Nazareno en dicha ermita es de estilo barroco yes destacable por el cuidado estudio de sus facciones y de notorio valor artístico. La iglesia, fechada en 1773, cuenta con elaboradas balconadas en su espadaña
Las viviendas y edificios auxiliares pertenecen al estilo popular omañés, caracterizado por tejados pendientes, antaño con cubierta de centeno reemplazada por la losa, muros de pizarra y cuarcita y un estilo rústico y funcional.

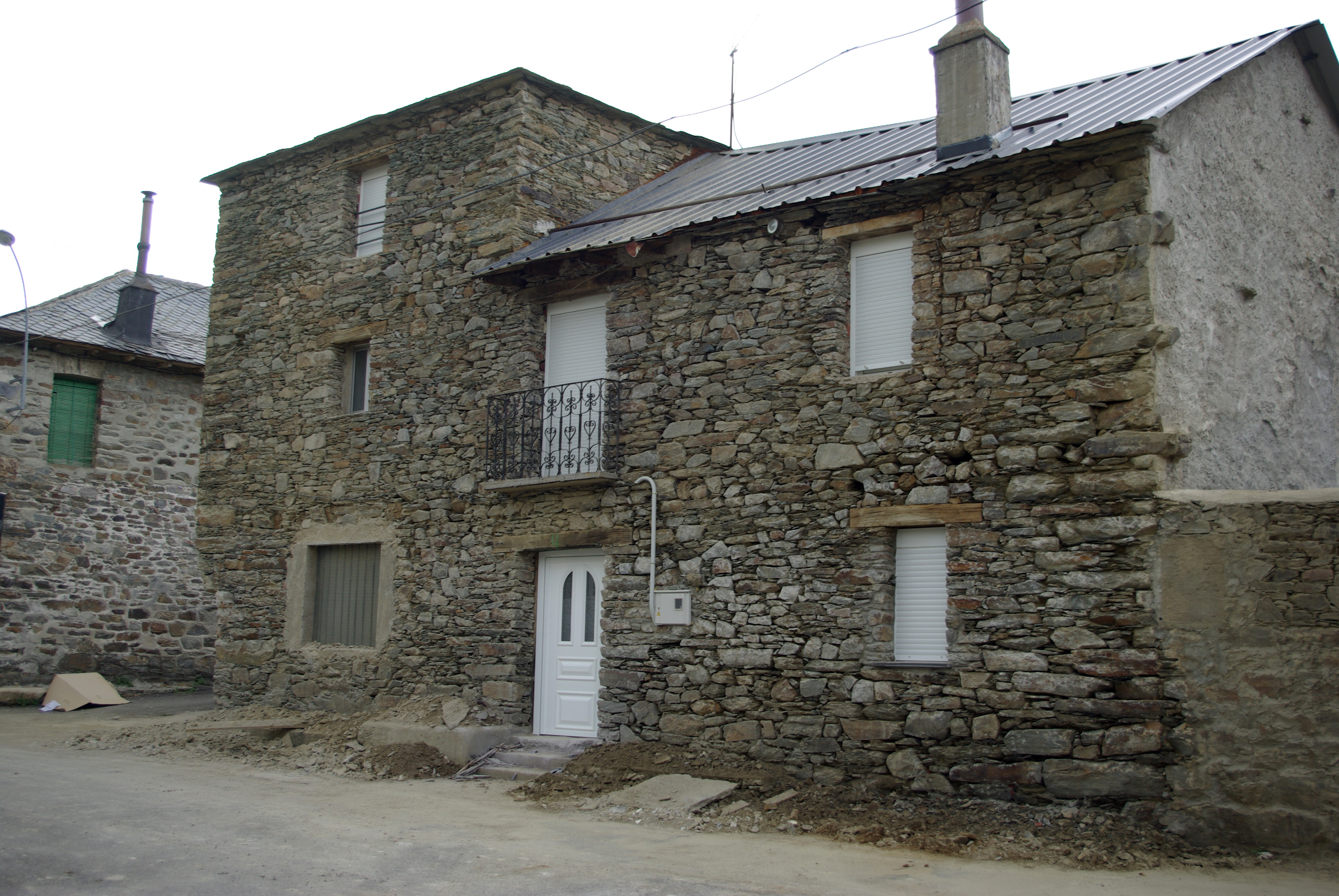
Viviendas remodeladas, combinando elementos arquitectónicos antiguos y modernos

Dentro del patrimonio cultural de la población destaca la gastronomía tradicional, con los platos típicos de la caldereta y la sopa de trucha. Se celebran varias festividades de carácter religioso. como la Navidad, el día de los Reyes Magos, la Semana Santa y el Corpus Christi y el día de Santa Ana, patrona del pueblo, el 26 de julio. Entre las celebraciones de carácter profano celebradas en el pasado se cuentan la fiesta de carnaval conocida como «zafarronada» y la «quema de la vieja».
Las costumbres típicas son similares a las de otras poblaciones de la montaña leonesa. Los bolos leoneses es el juego tradicional más practicado. Entre las costumbres más renombradas están el filandón y el calecho, reuniones de vecinos para pasar el rato contando historias o jugando a las cartas. Los filandones tenían lugar durante las largas tardes de invierno y los asistentes realizaban tareas domésticas como el hilado durante estas reuniones, de donde reciben su nombre. Los calechos solían tener lugar al aire libre. El Samartino o Sanmartino, día en que se realizaba la matanza del cerdo, y la recolección de la cosecha de cereles eran eventos de gran importancia en el marco de la economía de subsistencia existente en el pasado.